# Enotirnična železnica
Enotirnična železnica (s tujko monorail iz mono, kar pomeni »en«, in »tirnica«) je železnica, pri kateri je proga sestavljena iz ene same tirnice ali nosilca.
V pogovornem jeziku se izraz monorail pogosto uporablja za opis katerekoli oblike tirne vzpenjače ali premične železnice. Natančneje se izraz nanaša na vrsto tira.

## Zgodovina

### Zgodnja leta
Prvi prototip enotirnične proge je leta 1820 v Rusiji izdelal Ivan Elmanov. Poskusi oblikovanja enotirnične proge kot alternative običajnim železnicam so potekali že od začetka 19. stoletja.
Stoletna enotirnična železnica je bila predstavljena na stoletni razstavi v Filadelfiji (ZDA) leta 1876. Na podlagi njene zasnove je bila leta 1877 zgrajena železnica Bradford and Foster Brook Railway, ki je obratovala eno leto, od januarja 1878 do januarja 1879.
Okoli leta 1879 sta Haddon in Stringfellow neodvisno predlagala sistem "ene tirnice", ki je uporabljal obrnjeno tirnico v obliki črke "V" (zato je bila v prečnem prerezu oblikovana kot črka "Λ"). Namenjen je bil za vojaško uporabo, vendar so ga videli tudi v civilne namene kot "poceni železnico". Podobno je bil eden prvih sistemov, ki je bil uporaben v praksi, sistem francoskega inženirja Charlesa Lartiguea, ki je zgradil progo med Ballybunionom in Listowelom na Irskem, ki je bila odprta leta 1888 in je trajala 36 let, zaprta pa je bila leta 1924 (zaradi poškodb v irski državljanski vojni). Uporabljala je enojno nosilno tirnico in dve spodnji, zunanji tirnici za ravnotežje, vse tri pa so bile nameščene na trikotnih nosilcih. Njena izdelava je bila poceni, upravljanje pa težavno. Verjetno je bila prva lokomotiva enotirnične proge parna lokomotiva 0-3-0 na tej progi. Leta 1901 je bila med Liverpoolom in Manchestrom predlagana hitra enotirnična železnica, ki bi uporabljala sistem Lartigue.
Boynton Bicycle Railroad je bila enotirnična železnica na parni pogon v Brooklynu na Long Islandu v New Yorku. Vozila je po eni nosilni tirnici na ravni tal, vendar z leseno zgornjo stabilizacijsko tirnico, ki jo je pritrjeval par vodoravno nasproti si stoječih koles. Železnica je delovala le dve leti od leta 1890.
Hotchkiss Bicycle Railroad je bil enotirničen tir, po katerem je bilo mogoče voziti ustrezno kolo s pedali. Prvi primerek je bil zgrajen leta 1892 med mestoma Smithville in Mount Holly v New Jerseyju. Zaprli so ga leta 1897. Drugi primerki so bili zgrajeni v Norfolku od leta 1895 do 1909, v Great Yarmouthu in Blackpoolu v Združenem kraljestvu od leta 1896.

### 1900–1950
Zgodnje konstrukcije so uporabljale enojno kovinsko tirnico z dvojnimi prirobnicami, ki je bila alternativa dvojni tirnici običajnih železnic, ki je vodila in podpirala enotirničen vagon. Ohranjena viseča različica je najstarejši še delujoči sistem: enotirnična železnica v Wuppertalu v Nemčiji. V zgodnjih letih 20. stoletja so bili preizkušeni tudi žiroskopski enotirnični tiri z vagoni, ki so bili žiroskopsko uravnoteženi na vrhu enega tira, vendar se niso nikoli razvili dlje kot do faze prototipa. Ewingov sistem, ki se uporablja v enotirnični železniški progi Patiala State Monorail Trainways v Pandžabu v Indiji, temelji na hibridnem modelu z nosilnim enojnim tirom in zunanjim kolesom za uravnoteženje. Leta 1901 je bil med Liverpoolom in Manchestrom predlagan hitri enotirnični tir, ki bi uporabljal Lartiguejev sistem.
Leta 1910 je bil Brennanov žiroskopski enotirnični tir obravnavan za uporabo v premogovniku na Aljaski. Junija 1920 je francoski patentni urad objavil patent FR 503782 Henrija Coande o zračnem prevozniku "Transporteur Aérien".
V prvi polovici 20. stoletja je bilo predlaganih še veliko drugih projektov, ki niso nikoli zapustili risalnih desk ali pa so ostali kratkotrajni prototipi. Eden prvih načrtovanih enotirničnih železniških tirov v ZDA je bil načrtovan v New Yorku v zgodnjih tridesetih letih dvajsetega stoletja, in sicer za sistem nadzemnih železnic.

### 50.-80. leta prejšnjega stoletja
V drugi polovici 20. stoletja so se enotirnične železnice ustalile pri uporabi večjih tirov, ki so temeljili na nosilcih ali gredah, vozila pa so bila podprta z enim sklopom koles in vodena z drugim. V petdesetih letih 20. stoletja je bil v Nemčiji zgrajen prototip sistema v 40-odstotnem merilu, zasnovan za hitrost 320 km/h na ravnih odsekih in 140 km/h na ovinkih. Obstajale so zasnove z vozili, ki so bila na nosilcih podprta, obešena ali konzolna. V petdesetih letih dvajsetega stoletja se je pojavila zasnova ALWEG, ki se je opirala na nosilec, nato pa posodobljen viseči tip, sistem SAFEGE. Različice ALWEG-ove tehnologije uporabljata dva največja proizvajalca enotirničnih železniških prog, Hitachi Monorail in Bombardier.
Leta 1956 se je v Houstonu v Teksasu začelo poskusno obratovanje prve enotirnične železnice, ki je obratovala v ZDA. Disneyland v Anaheimu v Kaliforniji je leta 1959 odprl prvi sistem enotirnične železnice v ZDA, ki je deloval vsak dan. Kasneje v tem obdobju so bile dodatne enotirnične železnice nameščene v Walt Disney Worldu na Floridi, v Seattlu in na Japonskem. Enotirnične železnice so bile promovirane kot futuristična tehnologija z razstavnimi postavitvami in nakupi zabaviščnih parkov, kar je razvidno iz starejših sistemov, ki se uporabljajo še danes. Vendar so se enoslednice v primerjavi z običajnimi prevoznimi sistemi le malo uveljavile. Marca 1972 je Alejandro Goicoechea-Omar objavil patent DE1755198 za "vlak za vretenčarje", ki je bil zgrajen kot eksperimentalna proga v Las Palmas de Gran Canaria v Španiji. S pojavom letalskega prometa in nakupovalnih središč so se pojavile nišne zasebne podjetniške uporabe enotirničnih železnic, pri čemer so bili zgrajeni sistemi tipa shuttle.

### Dojemanje enotirnične železnice kot javnega prevoza
Med letoma 1950 in 1980 je koncept enotirnične železnice, tako kot pri vseh sistemih javnega prevoza, morda trpel zaradi konkurence z avtomobilom. V tistem času je v Ameriki po drugi svetovni vojni vladal velik optimizem, ljudje pa so zaradi suburbanizacije in sistema meddržavnih avtocest množično kupovali avtomobile. Zlasti enotirnične železnice so morda trpele zaradi nepripravljenosti organov javnega prevoza, da bi vlagali v domnevno visoke stroške nepreverjene tehnologije, ko so imeli na voljo cenejše zrele alternative. Obstajalo je tudi veliko konkurenčnih tehnologij enotirničnih železnic, kar jih je še dodatno razdelilo. Pomemben primer javne enotirnične železnice je AMF Monorail, ki se je uporabljal za prevoz na svetovni razstavi v letih 1964-1965.
To dojemanje visokih stroškov je bilo najbolj izpodbijano leta 1963, ko je konzorcij ALWEG predlagal financiranje gradnje velikega sistema v okrožju Los Angeles v Kaliforniji v zameno za pravico do obratovanja. Odbor nadzornikov okrožja Los Angeles je to zavrnil pod pritiskom podjetij Standard Oil of California in General Motors (ki sta močno zagovarjala odvisnost od avtomobilov), poznejši sistem podzemne železnice pa je kritiziral znani pisatelj Ray Bradbury, saj še ni dosegel obsega predlaganega enotirničnega železniškega sistema.
Več enotirničnih železnic, ki so bile prvotno zasnovane kot prometni sistemi, je preživelo s prihodki od turizma, saj so imele koristi od edinstvenih razgledov, ki so se ponujali z večinoma dvignjenih naprav.

### Novejša zgodovina
Od osemdesetih let 20. stoletja dalje je večina enotirničnih sistemov javnega prevoza na Japonskem, z nekaj izjemami. Tokijska enotirnična železnica, ki je ena najbolj obremenjenih na svetu, v povprečju prepelje 127 000 potnikov na dan, od leta 1964 pa je prepeljala več kot 1,5 milijarde potnikov. Kitajska je nedavno, konec leta 2000, začela razvijati enotirnične železnice in že ima največji in najbolj obremenjen sistem enotirničnih železnic na svetu, v več mestih pa so v gradnji številne enotirnične železnice za javni potniški promet. V mestu Wuhu se gradi sistem na osnovi Bombardierjevih enotirničnih železnic Innovia, v številnih mestih, kot so Guang'an, Liuzhou, Bengbu in Guilin, pa se gradi več sistemov "Cloudrail", ki jih je razvil BYD. Enotirnične železnice se še naprej uporabljajo v tržnih nišah prevozov in v zabaviščnih parkih.
Sodobni sistemi enotirničnih tirnih vzpenjač za množični prevoz uporabljajo razvojno metodo nosilca ALWEG in pnevmatik, pri čemer se v veliki meri uporabljata le dve viseči vrsti. Konfiguracije enotirničnih tirov so prevzeli tudi vlaki maglev. Od leta 2000, ko se je povečala prometna gneča in urbanizacija, se je ponovno povečalo zanimanje za to tehnologijo za javni prevoz, saj številna mesta, kot sta Malta in Istanbul, danes preučujejo enotirnične železnice kot možno rešitev za množični prevoz.
Leta 2004 je Chongqing Rail Transit na Kitajskem uporabil edinstveno zasnovo na podlagi ALWEG z voznim parkom, ki je veliko širši od večine enotirničnih železnic, z zmogljivostjo, primerljivo s težkimi železnicami. Razlog za to je, da Chongqing prečkajo številni hribi, gore in reke, zato gradnja predorov ni izvedljiva, razen v nekaterih primerih (na primer progi 1 in 6) zaradi izjemne globine. Danes je to največji in najbolj obremenjen sistem enotirnične železnice na svetu.
São Paulo v Braziliji gradi dve visokozmogljivi enotirnični progi kot del svojega javnega prometnega omrežja. Linija 15 je bila delno odprta leta 2014, po dokončanju leta 2022 bo dolga 27 km in bo imela zmogljivost 40 000 potnikov na dan z vlaki Bombardier Innovia Monorail. Linija 17 bo dolga 17,7 km in bo uporabljala vlake BYD SkyRail. V gradnji so tudi drugi pomembni sistemi enotirničnih železnic, na primer dve progi za kairsko enotirnično železnico, dve progi za MRT (Bangkok) in SkyRail Bahia v Braziliji.

## Vrste in tehnični vidiki
Sodobne enotirnične železnice so odvisne od velikega masivnega nosilca kot vozne površine vozil. Obstajajo številne konkurenčne zasnove, ki se delijo v dva široka razreda: enotirnične železnice z razpornim nosilcem in viseče enotirnične železnice. Najpogostejša vrsta je t. i. "straddle-beam", pri kateri vlak vozi po jeklenem ali armiranobetonskem nosilcu, širokem 0,6 do 0,9 m. Voziček z gumijastimi kolesi se dotika nosilca na vrhu in na obeh straneh, kar omogoča oprijem in stabilizacijo vozila. Ta način je populariziralo nemško podjetje ALWEG. Obstaja tudi zgodovinska vrsta viseče enotirnične železnice, ki sta jo razvila nemška izumitelja Nicolaus Otto in Eugen Langen v osemdesetih letih 19. stoletja. Zgrajena je bila v mestih dvojčkih Barmen in Elberfeld v Wuppertalu v Nemčiji, odprta je bila leta 1901 in še vedno obratuje. Mestna železnica Chiba Monorail je največje viseče omrežje na svetu.

### Napajanje
Skoraj vse sodobne enotirnične železnice poganjajo elektromotorji, ki se napajajo iz dvojnih tretjih tirnic, kontaktnih žic ali elektrificiranih kanalov, pritrjenih na vodilne nosilce ali vgrajenih v njih, obstajajo pa tudi sistemi enotirničnih železnic na dizelski pogon. V preteklosti so nekateri sistemi, kot je Lartigue Monorail, uporabljali parne lokomotive.

### Magnetna levitacija
Magnetno levitacijski vlakovni sistemi (maglev), kot je nemški Transrapid, so bili zgrajeni kot enotirnični tiri. Šanghajski vlak maglev v komercialnem obratovanju vozi s hitrostjo 430 km/h, na Japonskem (Linimo), v Koreji (Incheon Airport Maglev) in na Kitajskem (Pekinška podzemna železnica S1 in Changsha Maglev Express) pa obstajajo tudi počasnejši enosledni vlaki maglev, namenjeni mestnemu prometu. Vendar pa se trdi, da zaradi večje širine vodila za magleve ni upravičeno, da se imenujejo enotirnične železnice. 

### Kretnica
Nekatere zgodnje enotirnične železniške proge (zlasti viseča enotirnična proga v Wuppertalu v Nemčiji) so bile zasnovane tako, da je bilo težko preklopiti z ene proge na drugo. Nekatere druge enotirnične železnice se čim bolj izogibajo preklapljanju, saj vozijo v neprekinjeni zanki ali med dvema fiksnima postajama, kot pri enotirnični železnici Seattle Center Monorail.
Sedanje enotirnične železnice omogočajo učinkovitejše preklapljanje kot v preteklosti. Pri visečih enotirničnih železnicah je preklapljanje mogoče s premikanjem prirobnic znotraj nosilca, da se vlaki preusmerijo na eno ali drugo progo.
Pri enotirničnih tirih s preklopnimi nosilci je za preklop potrebno premikanje nosilca, kar je bil skoraj pretirano težaven postopek. Zdaj je najpogostejši način za dosego tega cilja postavitev premične naprave na vrh trdne ploščadi, ki lahko prenese težo vozil, nosilcev in lastnega mehanizma. Večsegmentni nosilci se premikajo na mestu na valjčkih, da se en nosilec gladko poravna z drugim in pošlje vlak v želeno smer, pri čemer lahko konstrukcija, ki jo je prvotno razvil ALWEG, preklop opravi v 12 sekundah. Nekatere od teh žičnih kretnic so precej zapletene, saj lahko preklapljajo med več žarki ali simulirajo železniško dvojno križanje. Specifikacije vozil na splošno niso dostopne javnosti, kot je to običajno za tirna vozila, izdelana za javne storitve. 
Alternativa uporabi kretnic ali drugih oblik kretnic je uporaba kretnic, kjer vozilo stoji na delu tira, ki ga je mogoče preusmeriti na več različnih tirov. To se lahko na primer uporabi za preklop vagona s skladišča na glavno progo. Na zdaj že ukinjeni progi Sydney Monorail je bil v depoju postavljen obračalnik, ki je omogočal zamenjavo vlaka na glavni progi z drugim vlakom iz depoja. V depoju je bilo približno šest prog, vključno s tisto za vzdrževanje.

### Nakloni
Enotirnične železnice na gumijastih kolesih so običajno zasnovane tako, da so kos 6-odstotnemu vzponu. Lahke železnice ali podzemne železnice z gumijastimi kolesi so lahko kos podobnim ali večjim nagibom – na primer podzemna železnica v Lozani ima nagibe do 12 %, podzemna železnica v Montrealu do 6,5 %, sistemi VAL pa so kos 7-odstotnim nagibom.

## Uporaba na kmetijah, v rudarstvu in logistiki
Enotirnične železnice so se uporabljale za številne druge namene, ne le za prevoz potnikov. Majhne viseče enotirnične tirnice se pogosto uporabljajo tudi v tovarnah kot del premičnih montažnih linij.

### Zgodovina
Po navdihu stoletne enotirnične železnice, ki je bila predstavljena leta 1876, je leta 1877 družba Bradford and Foster Brook Railway začela graditi 8 km dolgo progo, ki je povezovala Bradford in Foster Township v okrožju McKean v Pensilvaniji. Proga je obratovala med letoma 1878 in 1879, ko je dostavljala stroje in nafto. Prva lokomotiva z dvema kotloma se je hitro obrabila. Zamenjala jo je lokomotiva z enim kotlom, ki je bila pretežka in se je na tretji vožnji zrušila skozi progo. Tretja lokomotiva je imela spet dva kotla. Med poskusno vožnjo je eden od kotlov presahnil in eksplodiral, pri čemer je umrlo šest ljudi. Železnica je bila kmalu zatem zaprta.
Enokolesne železnice v Srednji Javi so se uporabljale za prevoz lesa iz gozdov Srednje Jave, ki so bili v gorah, do rek. Leta 1908 in 1909 je gozdar H. J. L. Beck zgradil ročno vodeno enotirnično železnico z omejeno, vendar zadostno zmogljivostjo za prevoz drobnega lesa in drv v severnem gozdnem okrožju Surabaya. V poznejših letih je to zamisel še naprej razvijal L. A. van de Ven, ki je bil okoli leta 1908-1910 gozdar v gozdnem okraju Grobogan. Enotirnične proge so gradili upravljavci plantaž in podjetja za predelavo lesa po celotnem gorovju osrednje Jave. V letih 1919/1920 pa so enotirnične železnice na ročni pogon postopoma izginjale in so jih zaradi spremenjene rabe gozdov nadomestile ozkotirne železnice s parnimi lokomotivami.
V dvajsetih letih 20. stoletja je hamburško pristanišče uporabljalo visečo enotirnično železnico na bencinski pogon za prevoz prtljage in tovora s čezoceanskih ladij do potniškega skladišča.
Na severu puščave Mojave je bila leta 1924 zgrajena enotirnična železnica Epsom Salts Monorail. Od priključka na železniško progo Trona Railway je bila dolga 45 km proti vzhodu do nahajališč epsomita v gorovju Owlshead Mountains. Ta tirna vzpenjača tipa Lartigue je dosegala naklone do deset odstotkov. Delovala je le do junija 1926, ko so nahajališča mineralov postala nerentabilna, in je bila konec tridesetih let 20. stoletja razstavljena za odpadke.
V Sovjetski zvezi je Liskovsko enotirnično železnico v Niženovgorodski oblasti zasnoval inženir lesne industrije Ivan Gorodcov. Novembra 1934 je bila odprta približno 50 km dolga proga tipa Lartigue, ki je povezovala vas Selska Maza z vasema Bakaldi in Jalokša za prevoz lesa. Po tem zgledu je bila zgrajena ločena 42 km dolga tovorna in potniška enotirnična proga od mesta Bor do vasi Zavražno, kjer so izkoriščali gozd in šoto. Liskovska enotirnična železnica je prenehala obratovati leta 1949.
Britansko podjetje Road Machines (Drayton) Ltd. je razvilo modularni tirni sistem enotirnične vzpenjače na tleh z 230 mm visokimi segmenti tirnic, dolgimi od 1,2 do 3,7 m, ki potekajo med podpornimi ploščami. Prvi sistem je bil prodan leta 1949, uporabljal pa se je v industriji, gradbeništvu in kmetijstvu po vsem svetu. Podjetje je prenehalo poslovati leta 1967. Sistem je bil prirejen za uporabo v filmu Jamesa Bonda Živiš samo dvakrat. Primer sistema je na ogled v muzeju Amberley Museum & Heritage Centre v Veliki Britaniji.

### Nedavne aplikacije
Zelo majhni in lahki sistemi se pogosto uporabljajo na kmetijah za prevoz pridelkov, kot so banane. Industrijske različice poševnih vozil, ki so jih najprej razvili na Japonskem, se uporabljajo v kmetijstvu na območjih s strmimi pobočji, kot so nasadi agrumov na Japonskem in vinogradi v Italiji. Eden od evropskih proizvajalcev pravi, da je po vsem svetu namestil 650 sistemov.
V rudarski industriji se uporabljajo viseče enotirnične železnice, ker se lahko spuščajo in vzpenjajo po strmih predorih z uporabo zobate gonilne naprave. To znatno zmanjša stroške in dolžino predorov, v nekaterih primerih tudi do 60 %, ki morajo biti sicer na blagih naklonih, da ustrezajo cestnim vozilom ali običajnim železnicam.
V pristanišču Qingdao se od leta 2020 gradi viseči enotirnični tir, ki lahko prevaža polno naložene 20' in 40' zabojnike, njegova prva faza pa je začela obratovati leta 2021.